# Élection du président de la Confédération suisse de 2012
L'élection du président de la Confédération suisse de 2012, est un scrutin au suffrage indirect visant à élire le président de la Confédération suisse pour l'année 2013.
Le 5 décembre 2012, Ueli Maurer (UDC) est élu président avec 148 voix sur 237 bulletins valables par l'assemblée fédérale.

## Déroulement

### Processus électoral
Le président de la Confédération est élu par l'Assemblée fédérale, réunissant le Conseil national et le Conseil des États, parmi les membres du Conseil fédéral le deuxième mercredi de la session d'hiver.
Son mandat dure un an et correspond à l'année civile (du 1er janvier au 31 décembre). Il n'est pas immédiatement rééligible, y compris à la vice-présidence du Conseil fédéral, mais peut remplir plusieurs mandats non successifs,.

### Élection
Le 5 décembre 2012, par 148 voix sur 237 bulletins valables, Ueli Maurer, de l'Union démocratique du centre (UDC), est élu président de la Confédération pour l'année 2013. Didier Burkhalter, du PLR, a obtenu 40 voix. 